# Gotha G.VI
El Gotha G.VI fue un bombardero experimental diseñado y construido en Alemania durante la Primera Guerra Mundial.

## Diseño y desarrollo
El Gotha G.VI fue un bombardero experimental desarrollado desde el Gotha G.V. Usando la célula alar estándar del G.V, el G.VI se convirtió en el que probablemente sería el primer avión asimétrico construido. En un esfuerzo por reducir la resistencia, Hans Burkhard, diseñador jefe de Gotha, estudió varias configuraciones de fuselaje y góndolas motoras para aviones polimotor. Concluyó que la resistencia podía reducirse dramáticamente si se reducía el número de cuerpos que la creaban, y obtuvo, el 22 de septiembre de 1915, la Patente alemana número 300 676 para su inusual diseño. Usando un ala de un Gotha G.V, Burkhard trasladó un motor al frente del fuselaje, propulsando una hélice tractora, y lo instaló encima de los soportes del tren principal de babor. El segundo motor fue trasladado a la parte trasera de una góndola independiente, moviendo una hélice propulsora, descentrada en menor grado a estribor, para compensar las diferentes características de resistencia; el extremo delantero de la góndola albergaba una cabina para un artillero armado con una ametralladora flexible que se extendía por delante de la hélice tractora instalada en el fuselaje de babor. Debajo de esta góndola se encontraban los soportes del tren principal de estribor. Los vuelos de pruebas comenzaron en el verano de 1918, siendo el problema principal el bataneo de la unidad de cola, pero fueron interrumpidos cuando el avión capotó, no llevándose a cabo reparaciones en este primer prototipo. El bataneo de la cola debía haber sido aliviado instalado una cola asimétrica en el segundo prototipo, descentrada a babor, que no fue completado antes del Armisticio. Se cree que el segundo prototipo fue destruido antes de que pudiera ser requisado por la Comisión de Control Militar Interaliada.

## Especificaciones (G.VI)
Referencia datos: The Osprey Encyclopaedia of Russian Aircraft 1875 – 1995

### Características generales
- Tripulación: Tres/cuatro
- Longitud: 12,4 m (40,7 ft)
- Envergadura: 23,7 m (77,8 ft)
- Superficie alar: 89,5 m² (963,4 ft²)
- Planta motriz: 2× motor lineal de 8 cilindros refrigerado por líquido Mercedes D.IVa.
  - Potencia: 194 kW (267 HP; 264 CV) cada uno.
- Hélices: 1× tractora y propulsora bipala de paso fijo por motor.

## Aeronaves relacionadas

### Desarrollos relacionados
- Gotha G.V
- Gotha G.VII

### Secuencias de designación
- Secuencia G._ (bombarderos biplano bimotor armados del Idflieg, para Gotha): ← G.III - G.IV - G.V - G.VI - G.VII - G.VIII - G.IX →